# スタートレックエンサイクロペディア
『スタートレックエンサイクロペディア』(The Star Trek Encyclopedia: A Reference Guide to the Future)は、著名な特撮SF作品である『スタートレック』に関する事項を網羅した事典である。一般視聴者のためだけでなく、製作スタッフのための参考資料としても役立つように作成された。
執筆者はマイケル・オクダ、デニス・オクダ、デビー・ミレク（Debbie Mirek）。イラストはダグ・ドレクスラー（Doug Drexler）。
1994年に初版が発行され、1997年の二版、1999年の三版では初版発売以降に放映・公開されたテレビシリーズや劇場版について項目が追加されている。それぞれハードカバー版とペーパーバック版がある。版権はパラマウント・ピクチャーズ社（Paramount Pictures）の所有でポケットブックス社（Pocket Books）から出版されている。なお第三版発行後に放送・公開された『スタートレック:エンタープライズ』や「ケルヴィン・タイムライン」シリーズ（『スター・トレック (2009年の映画)』に始まるいわゆるリブート映画）までも網羅した最新版が2016年10月に発行予定となっている。
初版の日本語訳はジャパン・ミックスから、三版はダイエックス出版から出版された。
- 初版：1994年発刊。ISBN 0-671-88684-3。
- 第二版：1997年発刊。ISBN 0-671-53607-9。
- 第三版：1999年発刊。ISBN 0-671-53609-5。

## 対象作品
第三版のINTRODUCTION（前書き）には以下のように書かれている：
We have stayed fairly strictly with material only from finished, aired versions of episodes and released versions of films. We have not used any material from the Star Trek novels or other publications. This isn't because we don't like those works (we're quite fond of many of them, and we hope this information will be useful to our writer friends), but as with the Chronology, we wanted to create a reference to the source material itself --- that is, the episodes and the movies. This way, anyone building on this Encyclopedia can be reasonably sure that his or her work is directly based on actual Star Trek source material. In a related vein, this work adheres to Paramount studio policy that regards the animated Star Trek series as not being part of the "official" Star Trek universe, even though we count ourselves among that show's fans.
日本語版（DAI-X出版、2003年4月10日初版発行、ISBN 4-8125-1872-5）における同パラグラフの訳は以下の通り：
内容的には、すでに完成し放映されたエピソード、または公開された劇場版作品に登場する素材だけに厳選した。スタートレック小説やその他の出版物からの素材はいっさい使用していない。私たちがこれらの作品群が嫌いだからというのではなく（むしろ逆で、ほとんどのものは気に入っている。本書が作家の友人たちに役立つことを願う）、Star Trek Chronologyに採用されているオリジナルの素材、すなわちTVエピソードと劇場版作品のためのリファレンスを作ろうと思ったからである。このエンサイクロペディアを利用すれば、スタートレックのオリジナル素材に基づいた情報であることを確認できるわけである。また、本書はパラマウント・スタジオの方針に則っているため、スタートレック・アニメーション・シリーズは、"オフィシャル"のスタートレック世界とはみなしていない。もっとも、私たちもスタートレック・アニメのファンではあるのだが。もちろん、アニメのエピソードを"本物"と認めるかどうかの最終的な判断は、このシリーズすべての要素を鑑みた上で、見る側個々に任されるところである。